# Boaz (Wirginia Zachodnia)
Boaz – jednostka osadnicza w Stanach Zjednoczonych, w stanie Wirginia Zachodnia, w hrabstwie Wood.